# أوزايورسك (مقاطعة تشيليابنسك)
أوزايورسك، أوبلاست تشيليابنسك (بالروسية: Озёрск) هي إحدى مدن روسيا في الكيان الفدرالي الروسي أوبلاست تشيليابنسك.
اقتصاد
كان Ozyorsk ولا تزال مدينة مغلقة بسبب قربها من محطة ماياك، واحدة من مصادر من البلوتونيوم السوفياتي خلال الحرب الباردة، والآن منشأة الروسي لمعالجة النفايات النووية وإعادة تدوير المواد النووية من الأسلحة النووية الاستغناء عنها.
المصنع نفسه يغطي مساحة قدرها حوالي 90 كيلومتر مربع وتوظف حوالي 15،000 شخص.
وتشارك في ماياك في المقام الأول في إعادة معالجة الوقود النووي المستنفد من الغواصات النووية وكاسحات الثلج ومن محطات الطاقة النووية. تجاريا، وتنتج الكوبالت 60، الايريديوم-192، الكربون 14 ويؤسس إنتاج التحويل مع استخدام التقنيات الإشعاعية تطبيق تكنولوجيات wasteless.
معطف البلدة من الأسلحة يصور السمندل اللهب اللون.
وزارة البناء الجنوبي الاورال (ЗАО "Южноуральское управление строительства") هي مؤسسة رئيسية أخرى. وتشمل أنشطتها بناء لتلبية احتياجات الصناعة النووية، وإنتاج الخرسانة ومواد البناء.
المنتجات الرئيسية للمصنع من الأسلاك # 2 (ЗАО "Завод электромонтажных изделий №2") هي ذات الجهد المنخفض الأجهزة للمنشآت الصناعية العسكرية.

## أعلام
- فاديم بروفتسف
- ايفان تشيرنخيكوف
- أوليغ دولماتوف